# هوتون (تشيشير)
هوتون (بالإنجليزية: Haughton, Cheshire)‏ هي قرية وأبرشية مدنية تقع في المملكة المتحدة في إنجلترا. يقدر عدد سكانها بـ 223 نسمة .